# Municipio de Bohannan
El municipio de Bohannan (en inglés: Bohannan Township) es un municipio ubicado en el condado de Madison en el estado estadounidense de Arkansas. En el año 2010 tenía una población de 631 habitantes y una densidad poblacional de 14,16 personas por km².

## Geografía
El municipio de Bohannan se encuentra ubicado en las coordenadas 36°5′9″N 93°49′16″O / 36.08583, -93.82111. Según la Oficina del Censo de los Estados Unidos, el municipio tiene una superficie total de 44.55 km², de la cual 44,39 km² corresponden a tierra firme y (0,36 %) 0,16 km² es agua.

## Demografía
Según el censo de 2010, había 631 personas residiendo en el municipio de Bohannan. La densidad de población era de 14,16 hab./km². De los 631 habitantes, el municipio de Bohannan estaba compuesto por el 96,83 % blancos, el 0,16 % eran afroamericanos, el 1,27 % eran amerindios, el 0,16 % eran asiáticos, el 1,27 % eran de otras razas y el 0,32 % eran de una mezcla de razas. Del total de la población el 1,9 % eran hispanos o latinos de cualquier raza.